# Bembidion aenulum
Bembidion aenulum es una especie de escarabajo del género Bembidion, familia Carabidae. Fue descrita científicamente por Hayward en 1901.
Habita en los Estados Unidos.